# Pyrazolam
Le pyrazolam est une benzodiazépine développée par une équipe dirigée par Leo Sternbach, travaillant pour Hoffman-La Roche dans les années 1970. Elle n'a cependant jamais été utilisé dans l'industrie pharmaceutique. Elle a refait surface sur internet en tant que research chemical en 2012. Comme la plupart des benzodiazepines elle possède des effets anxiolytiques, sédatives, myorelaxantes, anticonvulsivantes et amnésiques.

## Chimie
La molécule du Pyrazolam appartient à la classe des Triazolobenzodiazepines tout comme l'alprazolam ou le triazolam dont elle a des similitudes structurelles, elle est aussi très proche du bromazepam

## Effets
Molécule à dominante anxiolytique semblable à l'alprazolam ou au bromazepam, peu d'effets secondaires cognitifs comparés aux autres benzodiazepines 

## Pharmacologie
Les benzodiazépines produisent une variété d'effets en se liant au site du récepteur benzodiazépine sur le récepteur GABAA et favorise les effets du neurotransmetteur γ-aminobutyrique (GABA), ce qui a pour conséquence de laisser passer plus d'ions Cl−. Ce qui a pour conséquence d'inhiber le système nerveux central.
Contrairement à d'autres benzodiazépines, le pyrazolam ne semble pas subir de métabolisme, Et il est excrété sous forme inchangée dans les urines. Il est détectable plus de six jours après une prise dans le sang et plus de dix jours dans les urines. Aucun métabolite n'a été trouvé dans l'urine des volontaires.
Il est plus sélectif pour les α2 et récepteurs de α3 sous-types. Étant excrété par le corps inchangé, il n'y a donc pas d'interactions avec des enzymes hépatiques, comme avec les autres benzodiazépines, ce qui signifie que son utilisation chez les personnes ayant une fonction hépatique réduite peut être plus sûr.

## Équivalence
Un milligramme de pyrazolam correspond à 10 milligrammes de diazépam. 

## Dosages et forme
Le pyrazolam est traditionnellement vendue sous forme de comprimés ou de poudre. Les dosages thérapeutiques varient de 1 à 4mg.

## Métabolisme
Le pyrazolam ne subit pas de transformation et reste sous sa forme originale pendant tout le séjour dans le corps humain.
Sa demi-vie est de 17 heures. On peut retrouver des traces de pyrazolam dans le sang plus de 6 jours après la prise d'une dose unique et on peut trouver des traces de pyrazolam plus de 10 jours dans l'urine.

## Toxicité et dommages potentiels

### Dose létale
La dose létale de pyrazolam n'a pas été établie, cependant, (comme beaucoup de benzodiazépines), il dispose d'un indice thérapeutique élevé et d'une marge de sécurité. Des complications peuvent survenir lorsqu'il est administré avec abus. Des surdosages intentionnels ont été rapportés.
Comme avec tous les médicaments GABAergiques, un surdosage peut être mortel lorsqu'il est mélangé avec d'autres dépresseurs du système nerveux central, comme l'alcool ou des opiacés.

### Tolérance et dépendance potentielle
Une tolérance peut se produire après une consommation quotidienne supérieure à 15 jours. L'arrêt brutal du pyrazolam, après des dosages réguliers sur plusieurs jours, peut se traduire par des symptômes de manque : augmentation de l'anxiété et insomnie principalement. Il est possible de réduire graduellement la dose au cours de plusieurs jours, ce qui va allonger la durée de la période de sevrage, mais va réduire l'intensité des effets de manque.
L'arrêt des benzodiazépines est potentiellement mortelle pour les usagers utilisant régulièrement une benzodiazépine de forte puissance qui vont cesser d'utiliser la benzodiazépine sans diminution progressive de leur dose. Il y a un risque accru de crise d'épilepsie après l'arrêt du pyrazolam. Les médicaments qui abaissent le seuil de crises, tels que le tramadol, doivent être évités pendant le sevrage.